# Пістоль (монета)

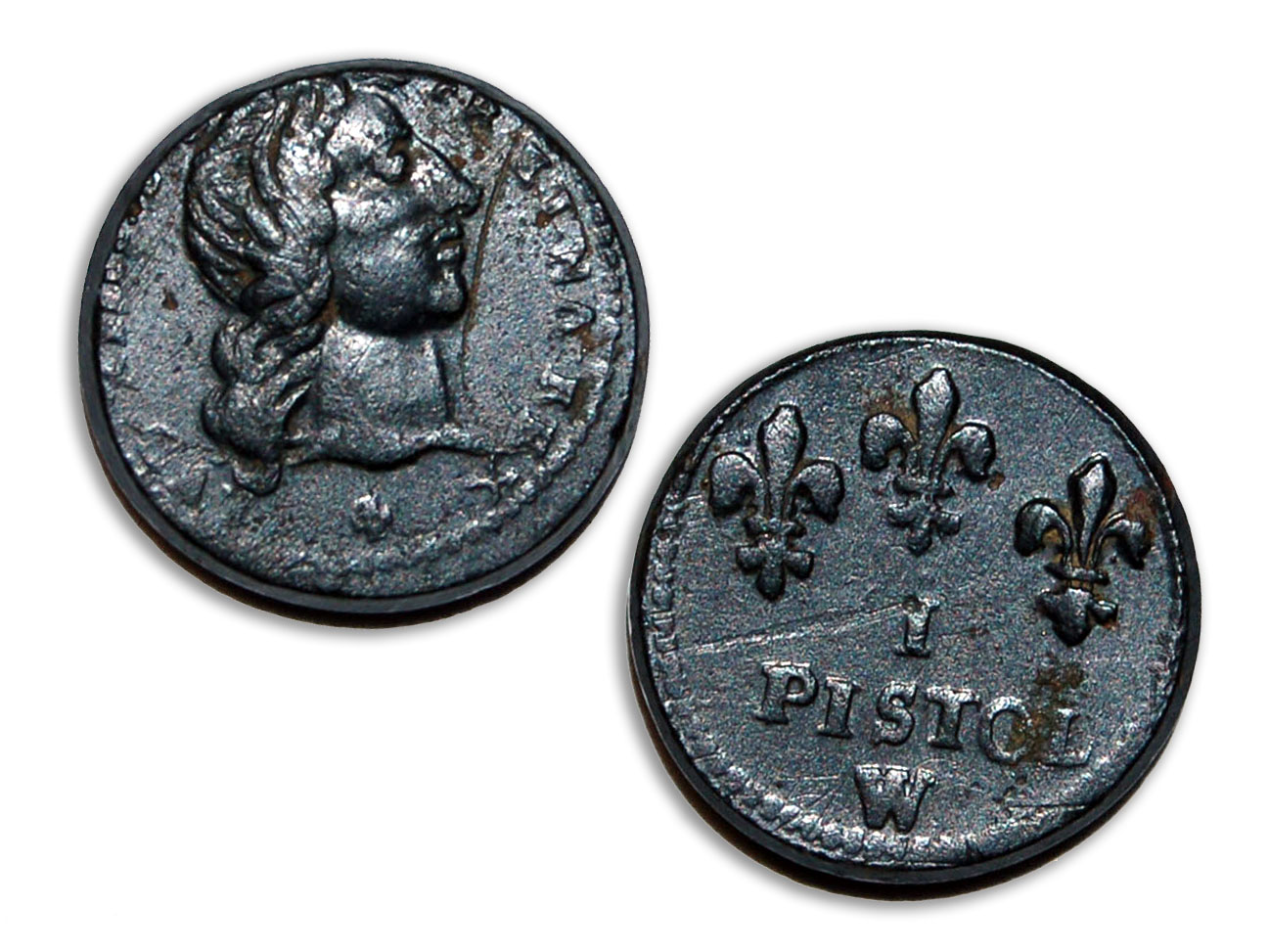
бл. 1690

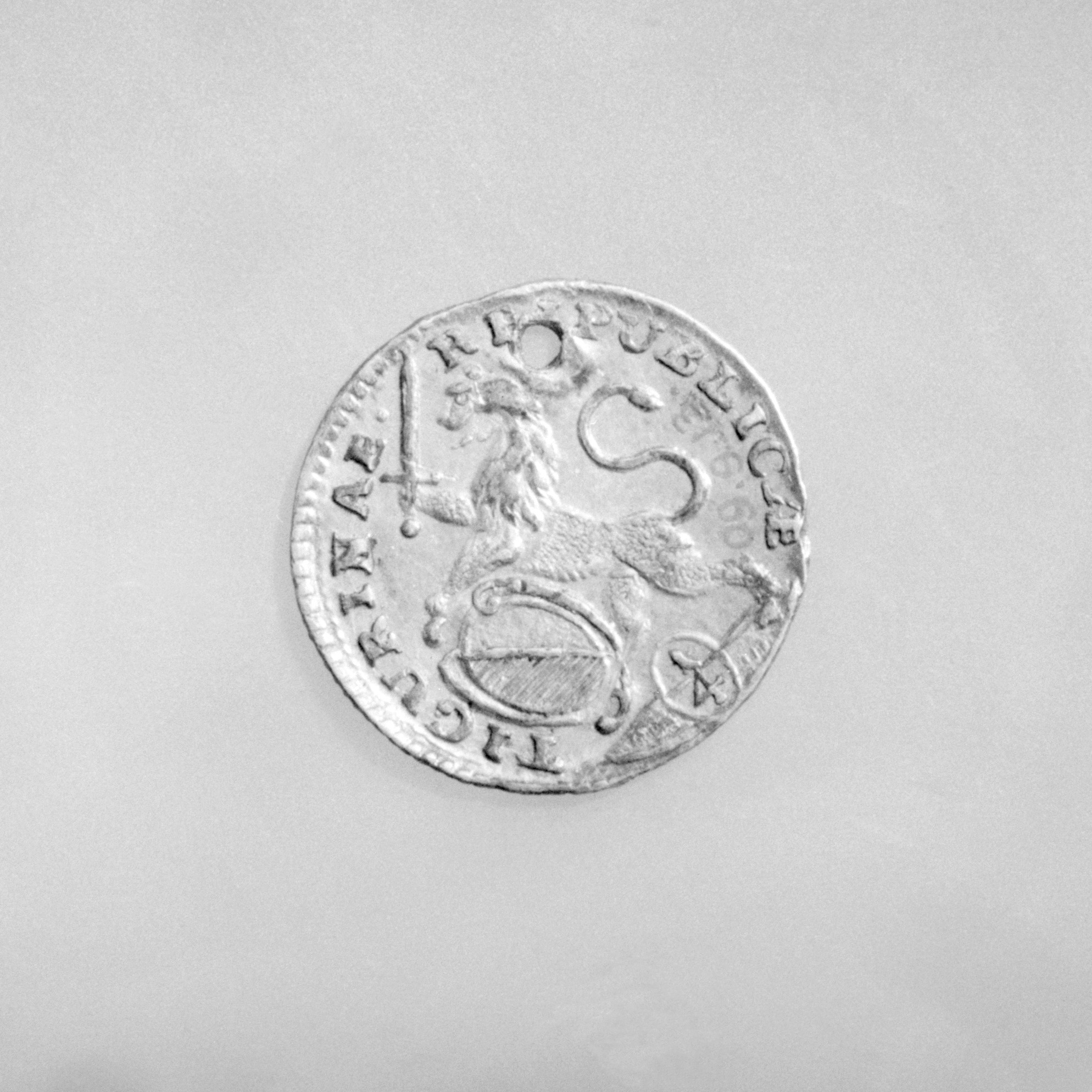
1751

Пісто́ль (фр. pistole < італ. piastola — зменшувальна форма від piastra) — французька назва іспанських золотих дублонів (подвійного ескудо). Перше вживання слова датоване 1537 р. Пізніше пістолями також називали деякі золоті монети інших країн, що були аналогічні за вартістю іспанським дублонам, наприклад, французькі луїдори і прусські фрідріхсдори.
Пістолем називали іспанський дублон, що складався з двох ескудо. У разі, якщо курс дублона дорівнював чотирьом ескудо, пістоль визначався як половина дублона. Монету, що дорінювала чотирьом пістолям, називали «квадрупла» (ісп. quadrupla — «зчетверена»), її курс міг бути рівним дублону, або подвійному дублону.
Монета дала назву річці і місту Труа-Пістоль у Канаді, провінція Квебек. Буквально вона означає «три пістолі»: згідно з легендою, один з першопрохідців випадково впустив у річку кубушку з трьома пістолями.